# Connan Mockasin
Connan Mockasin, vlastním jménem Connan Tant Hosford, je novozélandský zpěvák a kytarista. Pochází z obce Te Awanga, později žil například v Londýně či Los Angeles. Svou první kapelu, která dostala název The Four Skins, založil během studií v roce 1995. Ta se však brzy rozpadla a on několik let v žádné další kapele nehrál. Později působil v dalších skupinách, až nakonec založil vlastní soubor Connan and the Mockasins. Během své kariéry spolupracoval i s dalšími hudebníky, mezi něž patří například James Blake a Dev Hynes. V listopadu 2017 vystupoval jako host při třech vystoupeních velšského hudebníka Johna Calea v New Yorku.